# Rentgen (jednotka)
Rentgen (nebo také röntgen či roentgen, zkratkou R) je zastaralá jednotka expozice ionizujícímu záření. Název dostala podle objevitele rentgenového záření, německého fyzika Wilhelma Röntgena.

## Definice
1 rentgen je množství ionizujícího záření, které v 1 cm3 suchého vzduchu při standardní teplotě a tlaku vytvoří ionty s celkovým nábojem každého znaménka 1 statC (tj. náboj 3,335 641×10−10 C). Dosazením hustoty vzduchu (1,293 kg/m3) lze získat přepočet:
1 R = 1 statC/cm3 ↔ 3,335 641×10−10 C/cm3 ↔ 258 μC/kg

## Souvislost s absorbovanou dávkou
Z expozice nelze přímo určit přesnou dávku absorbovanou jiným materiálem než vzduchem, protože absorbovaná dávka závisí na materiálu a typu záření. Například lidské tělo při expozici 1 rentgenu záření gama absorbuje dávku přibližně 1 rad (0,01 Gy).

## Smrtící dávka
Obvykle se za smrtící dávku záření označuje kolem 100 rentgenů za hodinu po dobu několika hodin. Přirozená hodnota radiace v prostředí dosahuje jen zhruba 0,1 rentgenu za celý rok.